# BBQ Champ
BBQ Champ é uma série de reality show britânica que foi ao ar pela primeira vez em 31 de julho de 2015 e se encerrou em 28 de agosto de 2015 na ITV. O programa foi apresentado por Myleene Klass e teve como jurados Mark Blatchford e Adam Richman. Não há planos para uma segunda temporada.

## Premissa
O objetivo do programa era encontrar a melhor churrasqueiro amador, com a ajuda dos jurados. O vencedor recebeu um prêmio de £25.000. No final de cada episódio, dois competidores que menos impressionaram os juízes o suficiente terão de enfrentar ao longo de cada um grill-off. O participante favorito dos juízes no grill-off continua no próximo episódio, enquanto o outro participante é eliminado da competição.

## Participantes
| Nome                | Idade | Ocupação                        | Status                                     |
| ------------------- | ----- | ------------------------------- | ------------------------------------------ |
| Kuldip Singh Sahota | 33    | Dona de empresa de molho chilli | Primeiro eliminado em 31 de julho de 2015  |
| Solomon Smith       | 29    | Jovem trabalhador               | Segundo eliminado em 7 de agosto de 2015   |
| Gary Thomasson      | 46    | Cuidador em tempo integral      | Terceiro eliminado em 14 de agosto de 2015 |
| Nicola Fitzpatrick  | 36    | Secretária                      | Quarto eliminado em 21 de agosto de 2015   |
| Duncan Meyers       | 29    | Consultor de TI                 | Quinto eliminado em 28 de agosto de 2015   |
| Tony Smith          | 38    | Fotógrafo                       | Terceiro lugar em 28 de agosto de 2015     |
| Emma Millest        | 32    | Assistente administrativo       | Vice-vencedor em 28 de agosto de 2015      |
| Simon Dyer          | 52    | Dono de fazenda                 | Vencedor em 28 de agosto de 2015           |

## Audiência
Os números oficiais de visualização episódio são da BARB.
| Nº do episódio | Data de exibição     | Audiência (em milhões) | Audiência semanal da ITV |
| -------------- | -------------------- | ---------------------- | ------------------------ |
| 1              | 31 de julho de 2015  | 2.32                   | 21                       |
| 2              | 7 de agosto de 2015  | 1.77                   | 30                       |
| 3              | 14 de agosto de 2015 | —                      | —                        |
| 4              | 21 de agosto de 2015 | —                      | —                        |
| 5              | 28 de agosto de 2015 | —                      | —                        |

## Recepção
Sam Wollaston ao escrever para o The Guardian descreveu o programa como "Basicamente o Bake Off dos churrasqueiros, com a Klass desempenhando o papel de Mel & Sue (menos os trocadilhos e os vestidos finos), e Rickman e Blathford como Paul Hollywood e Mary Berry, e o ambiente ao ar livre. Nesse meio tempo, o Great British Bake Off inicia-se na próxima semana. Eu não acho que ele tem muito que se preocupar com isso.." Ben Travis escreveu comentários similares para o Evening Standard : "O programa poderia muito bem ser chamado de Bake Off dos churrasqueiros por tudo o que ele tentou caçar da fórmula culinária vencedora da BBC. Há uma razão para que a fórmula funcione, porém, enquanto o BBQ Champ não é tão inesperadamente emocionante como  o pitoresco concurso de culinária da BBC, o primeiro episódio comprova visualização agradável."
Em setembro 2015, a ITV afirmou que não tem planos para uma segunda série, após os programas não conseguirem chegar perto de igualar os índices de audiência do programa rival da BBC, além das críticas negativas feitas ao programa.